# 愛德華茲 (密蘇里州)
愛德華茲（英語：Edwards）是位於美國密蘇里州本頓縣的非建制地區。

## 歷史
愛德華茲的郵局自1883年營運至今。

## 地理
愛德華茲所處的海拔為高於海平面242米（即794英呎），而該地所採用的時區為UTC-6，即北美中部時區（CST）。同時該地設有夏令時間，為UTC-6調快一小時，即UTC-5（CDT）。